# Peltidium falcatum
Peltidium falcatum är en kräftdjursart som beskrevs av A. Scott 1909. Peltidium falcatum ingår i släktet Peltidium och familjen Peltidiidae. Inga underarter finns listade i Catalogue of Life.